# 1. československá liga vodního póla 1983
1. liga vodního póla 1983 byla v Československu nejvyšší ligovou soutěží ve vodním pólu. Zúčastnilo se celkem 8 klubů a titul získalo družstvo Červená hviezda Košice.

## Stupně vítězů
| Zlato     | Stříbro              | Bronz        | 4 místo      |
| --------- | -------------------- | ------------ | ------------ |
| ČH Košice | Slávia UK Bratislava | TS Topoľčany | CHZWP Nováky |

## Systém soutěže
Nejvyšší soutěže ve vodním pólu na území Československa se v roce 1983 zúčastnilo celkem 8 klubů. Hrálo se dvoukolově systémem každý s každým, poté se první 4 týmy utkaly znovu čtyřkolově.

## Konečná tabulka
| Poř. | Tým                     | Z  | V  | R | P  | VG  | OG  | B  |
| ---- | ----------------------- | -- | -- | - | -- | --- | --- | -- |
| 1.   | ČH Košice               | 26 | 25 | 1 | 0  | 401 | 187 | 51 |
| 2.   | Slávia UK Bratislava    | 26 | 15 | 3 | 8  | 316 | 201 | 39 |
| 3.   | TS Topoľčany            | 26 | 14 | 2 | 10 | 248 | 233 | 30 |
| 4.   | CHZWP Nováky            | 26 | 9  | 2 | 14 | 235 | 244 | 20 |
| 5.   | RH Brno                 | 14 | 5  | 1 | 8  | 104 | 148 | 11 |
| 6.   | Slávia VŠV Košice       | 14 | 4  | 1 | 9  | 110 | 163 | 9  |
| 7.   | Chemička Ústí nad Labem | 14 | 3  | 0 | 11 | 80  | 184 | 6  |
| 8.   | Kúpele Piešťany         | 14 | 0  | 0 | 14 | 88  | 222 | 0  |

Poznámky: Z = Odehrané zápasy; V = Vítězství; R = Remízy; P = Prohry; VG = Vstřelené góly; OG = Obdržené góly; B = Body